# کورگاو
کورگاو (به آلمانی: Korgau) یک منطقهٔ مسکونی در آلمان است که در باد اشمیدبرگ واقع شده‌است. کورگاو ۳۵۶ نفر جمعیت دارد.